# Ammerschwihr
Ammerschwihr (in tedesco Ammerschweier, in alsaziano Ammerschwihr) è un comune francese di 1 705 abitanti situato nel dipartimento dell'Alto Reno nella regione del Grand Est.
Nel suo territorio scorre il fiume Fecht.

## Società

### Evoluzione demografica
Abitanti censiti